# Zitzen-Riesenschirmling
Der Zitzen-Riesenschirmling (Macrolepiota mastoidea) ist eine Pilzart aus der Gattung der Riesenschirmlinge (Macrolepiota). Weitere deutsche Namen sind Spitzbuckliger Schirmling, Warzenschirmling, Warzen-Schirmpilz, Zitzen- oder Zitzenwarziger Riesenschirmpilz.

## Merkmale
Ähnlich wie beim Parasol handelt es sich beim Zitzen-Riesenschirmling um eine Gruppe sehr ähnlicher, schwierig voneinander abzugrenzender Formen, deren taxonomischer Rang umstritten ist. Gemeinsam sind diesen Formen ein einfacher Ring (außer Weißstieliger Zitzen-Riesenschirmling) und gegenüber dem Parasol schmächtigere Form. Folgende Formen gehören zum Komplex um den Zitzen-Riesenschirmling.

### Gedrungener Zitzen-Riesenschirmling
Der Gedrungene Zitzen-Riesenschirmling (Macrolepiota mastoidea var. mastoidea) bildet Fruchtkörper mit einem 8 bis 12, selten bis 15 Zentimeter breiten Hut. Der Hut ist jung eiförmig, später glockig, er bleibt lang konvex mit eingebogenem Rand, erst sehr spät verflacht er und zeigt einen zitzenförmigen erhabenem Buckel in der Hutmitte (sowohl der deutsche und der wissenschaftliche Namen sind von dieser Hutform abgeleitet).
Die Hutfarbe ist cremeweißlich und dicht mit feinen ocker-, haselnuss- oder rötlichbraunen Schuppen bedeckt, dabei ist die Hutmitte besonders dicht mit Schüppchen bedeckt, ohne scharf abgesetzt zu sein. Der etwa 10 bis 15 Zentimeter lange, an der Basis nur wenig verdickte Stiel ist schmutzig weiß bis leicht cremefarben, manchmal unauffällig mit gleichfarbiger Natterung. Der einfache Ring ist oberseits bräunlich gefleckt.
Die Form kommt in Mitteleuropa auf Wacholderheiden, Trockenrasen, Streuobst- und Waldwiesen, sowie in lichten Buchen- und Hainbuchen-Eichenwäldern vor, seltener wächst er in Hartholzauen.
Die Form ist in tropischen und bis gemäßigten Gebieten verbreitet, sie wurde in Armenien, in Westsibirien, China und dem Altai, in Amerika und dem tropischen Afrika gefunden.

### Schlanker Zitzen-Riesenschirmling
Die Abgrenzung dieser Form (Macrolepiota mastoidea var. rickenii) vom Gedrungenen Zitzen-Riesenschirmling ist schwierig, sie unterscheidet sich von diesem hauptsächlich durch die schlankeren Stiele. Die schlankstieligen Zitzen-Riesenschirmlinge werden je nach Autor sehr verschieden aufgefasst.

### Schillernder Zitzen-Riesenschirmling
Diese Form (Macrolepiota affinis) zeigt eine fast schillernde, rotbräunliche Hutfärbung. Als einzige Art besitzt sie in der Huthautdeckschicht mit Pigment gefüllte Vakuolen.

### Ockerrötlicher Zitzen-Riesenschirmling
Der Ockerrötliche Zitzen-Riesenschirmling (Macrolepiota prominens) ist eine sehr umstrittene Form. Horak nennt für diese Form 5 bis 12 (in Ausnahmefällen bis 15 Zentimeter) breite Hüte, mit ockerbrauner bis brauner Hutmitte, gegen den Hutrand mit helleren, angedrückten, kleinen Schüppchen bedeckt. Die Stiele sind 12 bis 20 Zentimeter lang und 0,5 bis 1,5 Zentimeter breit mit knollenförmiger Basis. Die Lamellenschneide ist bisweilen schwarz. Die Abgrenzung zu Macrolepiota nordica ist schwierig.

### Weißstieliger Zitzen-Riesenschirmling
Diese Form (Macrolepiota nordica) steht in ihren Merkmalen zwischen dem Formenkreis um den Parasol und dem Zitzen-Riesenschirmling, da sie eine ähnliche Größe und Anordnung der Hutschuppen und einen doppelten Ring wie der Parasol zeigt, gleichzeitig aber wie der Formenkreis des Zitzenriesenschirmling einen glatten Stiel und eine zitzenförmig gebuckelte Hutmitte.

### Grobscholliger Zitzen-Riesenschirmling
Diese Form (Macrolepiota mastoidea f. konradii) ist durch sehr grobschollige Hutschuppen gekennzeichnet. Meist besteht die Hutbeschuppung nur aus einer einzigen, sternförmig eingerissenen Scholle in der Hutmitte. Die Form ist dem Acker-Riesenschirmling (M. excoriata) und dem Sternschuppigen Riesenschirmling (M. rhodosperma) besonders ähnlich.

## Ökologie
Wie die anderen Arten der Gattung Riesenschirmlinge sind auch die Zitzen-Riesenschirmlinge saprobiontische Bodenbewohner.

## Bedeutung
Die Pilze aus dem Formenkreis des Zitzen-Riesenschirmlings sind wie der Parasol beliebte Speisepilze.